# Інна Будештян
Інна Іон Будештян (нар. 3 лютого 1987) — молдовська футболістка, воротар.

## Клубна кар'єра
У 2006 році перейшла до «Нафтохіміка». У футболці калуського клубу ставала бронзовю призеркою (2006) та переможницею чемпіонату України (2007). По ходу сезону 2008 року залишила західноукраїнський клуб.
Потім переїхала до Литви, де підсилила місцевий «Гінтра Універсітетас». П'ятиразова чемпіонка Литви (2010—2014). У 2013 році мала поповнити «Іллічівку», проте перехід не відбувся. У 2015 році переїхала до Швеції, де підписала контракт за клубом «Естерсундс». У новій команді дебютувала 12 квітня 2015 року в програному (1:2) виїзному поєдинку 1-о туру Елітеттану проти «Лімгамн Бюнкефлу 07». Інна вийшла на поле в стартовому складі та відіграла увесь матч. У футболці «Естерсундса» зіграла 16 матчів у чемпіонаті Швеції. Про подальшу кар'єру дані відсутні.

## Кар'єра в збірній
Викликалася до складу національної збірної Молдови.

## Стиль гри
Впевнено діє на лінії воріт, проте невпевнено грає ногами.

## Досягнення
«Нафтохімік»
- Вища ліга України
  -  Чемпіон (1): 2007
  -  Бронзовий призер (1): 2006

«Гінтра Універсітетас»
- А-Ліга
  -  Чемпіон (5): 2010, 2011, 2012, 2013, 2014